# Ommata flavipes
Ommata flavipes är en skalbaggsart som beskrevs av Julius Melzer 1922. Ommata flavipes ingår i släktet Ommata och familjen långhorningar. Inga underarter finns listade i Catalogue of Life.